# La Cène (Bassano)
Pour les articles homonymes, voir La Cène.
La Cène est un tableau réalisé par le peintre italien Jacopo Bassano en 1542. Cette huile sur toile de format horizontal est une peinture chrétienne qui représente la Cène, Jésus-Christ y figurant derrière un apôtre assoupi, et désignant une tête d'agneau. L'œuvre est conservée à la Galerie Borghèse, à Rome.